# Vương Quân Chính
Vương Quân Chính (tiếng Trung giản thể: 王君正; bính âm Hán ngữ: Wáng Jūn Zhèng; sinh ngày 17 tháng 5 năm 1963, người Hán) là chính trị gia nước Cộng hòa Nhân dân Trung Hoa. Ông là Ủy viên Ủy ban Trung ương Đảng Cộng sản Trung Quốc khóa XX, Ủy viên dự khuyết khóa XIX, hiện là Bí thư Đảng ủy Khu tự trị Tây Tạng. Ông nguyên là Phó Bí thư Đảng ủy Khu tự trị Duy Ngô Nhĩ Tân Cương, Bí thư Ủy ban Chính trị và Pháp luật Khu ủy Tân Cương, Bí thư Đảng ủy, Chính ủy Binh đoàn Sản xuất và Kiến thiết Tân Cương, Chủ tịch Tập đoàn Kiến thiết Tân Cương; Thường vụ Tỉnh ủy Cát Lâm, Bí thư Thành ủy thành phố Trường Xuân, tỉnh Cát Lâm; Thường vụ Tỉnh ủy Hồ Bắc, Bí thư Thị ủy, Chủ nhiệm Ủy ban Thường vụ Nhân Đại địa cấp thị Tương Dương, Hồ Bắc; Phó Tỉnh trưởng Chính phủ Nhân dân tỉnh Hồ Bắc.
Vương Quân Chính là Đảng viên Đảng Cộng sản Trung Quốc, hoc vị Cử nhân Chủ nghĩa xã hội khoa học, Thạc sĩ Chủ nghĩa Marx–Lenin, Tiến sĩ Quản trị học. Ông có sự nghiệp công tác ở nhiều vùng miền địa phương và biên giới của Trung Quốc, là một chính trị gia nhận được nhiều sự đánh giá đa chiều từ quốc tế khi lãnh đạo Tân Cương, Tây Tạng, và cũng là một công vụ viên từng phục vụ trong các nhánh đa dạng của hệ thống chính trị, chính quyền, gồm nhóm trung ương như cơ quan cấp bộ của Quốc vụ viện, nhóm cơ quan hành chính cấp huyện, địa, tỉnh, nhóm quyền lực ở nhánh lập pháp, hành pháp và cả tư pháp.

## Xuất thân và giáo dục
Vương Quân Chính sinh ngày 17 tháng 5 năm 1963 tại địa khu Lâm Nghi, nay là địa cấp thị Lâm Nghi, tỉnh Sơn Đông, Cộng hòa Nhân dân Trung Hoa. Ông lớn lên và tốt nghiệp phổ thông ở quê nhà. Tháng 9 năm 1981, ông tới thủ phủ Tế Nam, nhập học Đại học Sơn Đông, Khoa Chủ nghĩa xã hội khoa học, tốt nghiệp Cử nhân chuyên ngành Chủ nghĩa xã hội khoa học vào tháng 7 năm 1985. Sau đó, ông tới thủ đô Bắc Kinh, tiếp tục theo học cao học và nghiên cứu sau đại học lĩnh vực Chủ nghĩa Marx–Lenin tại Viện Chủ nghĩa xã hội khoa học và nhận bằng Thạc sĩ Chủ nghĩa Marx–Lenin vào tháng 8 năm 1988. Trong thời gian này, ông được kết nạp Đảng Cộng sản Trung Quốc vào tháng 11 năm 1987. Tháng 9 năm 1998, Vương Quân Chính trở lại Bắc Kinh, là nghiên cứu sinh tại chức tại Học viện Kinh tế và Quản lý, Đại học Thanh Hoa, bảo vệ thành công luận án tiến sĩ và trở thành Tiến sĩ Quản trị học.

## Sự nghiệp

### Giai đoạn đầu
Tháng 8 năm 1988, sau khi tốt nghiệp Thạc sĩ Chủ nghĩa Marx–Lenin, Vương Quân Chính bắt đầu sự nghiệp của mình khi được tuyển dụng vào Bộ Lao động Trung Quốc, vị trí Chuyên viên Sảnh Văn phòng Bộ Lao động. Ông công tác ở Bộ Lao động những năm đầu từ 1988 đến 1993, lần lượt là Khoa viên Sảnh Văn phòng, Phó Chủ nhiệm Khoa viên, Chủ nhiệm Khoa viên Văn phòng Bộ trưởng Bộ Lao động thời kỳ Bộ trưởng Nguyễn Sùng Vũ và là thư ký cấp phó xứ, huyện của Sảnh Văn phòng bộ. Tháng 10 năm 1993, Vương Quân Chính được điều chuyển về tỉnh Vân Nam phía Tây Nam Trung Quốc, bắt đầu giai đoạn mới của sự nghiệp với việc nhậm chức Thư ký Sảnh Văn phòng Tỉnh ủy Vân Nam cấp phó xứ, huyện và nâng lên cấp chính xứ, huyện vào năm 1994. Ông được điều chuyển cùng đợt năm 1993 với Lệnh Hồ An, Phó Bộ trưởng Bộ Lao động nhậm chức Phó Bí thư Tỉnh ủy Vân Nam, chính trị gia lãnh đạo ông ở cả hai cơ quan và cùng quê Sơn Đông.
Tháng 9 năm 1994, Vương Quân Chính được điều tới quận Quan Độ, thủ phủ Côn Minh, nhậm chứ Phó Bí thư Quận ủy quận Quan Độ và thăng cấp thành Bí thư Quận ủy từ tháng 6 năm 1995. Tháng 12 năm 1998, ông được bầu vào Ban Thường vụ Thành ủy Côn Minh, được phân công làm Bí thư Ủy ban Chính trị và Pháp luật Thành ủy Côn Minh, rồi chuyển sang làm Bộ trưởng Bộ Tổ chức Thành ủy từ tháng 11 năm 2000. Tháng 10 năm 2003, ông được bổ nhiệm làm Phó Bí thư Thành ủy Côn Minh, kiêm nhiệm Bộ trưởng Bộ Tuyên truyền Thành ủy. Tháng 1 năm 2005, ông được điều sang nhánh tư pháp, bổ nhiệm làm Phó Viện trưởng Pháp viện nhân dân cấp cao tỉnh Vân Nam. Tháng 5 năm 2007, ông miễn nhiệm ở Pháp viện Vân Nam, được điều tới địa cấp thị Lệ Giang, nhậm chức Phó Bí thư Thị ủy Lệ Giang. Sau đó, ông được bổ nhiệm làm Quyền Thị trưởng và là Thị trưởng Chính thức Chính phủ Nhân dân địa cấp thị Lệ Giang từ tháng 11 năm 2007. Sau đó, từ tháng 12 năm 2009 đến tháng cuối năm 2012, ông là Bí thư Thị ủy kiêm Chủ nhiệm Ủy ban Thường vụ Nhân Đại Lệ Giang.

### Chuyển giao địa phương
Tháng 9 năm 2012, Vương Quân Chính được Tổng lý Quốc vụ viện Ôn Gia Bảo bổ nhiệm làm Phó Tỉnh trưởng Chính phủ Nhân dân tỉnh Hồ Bắc, bắt đầu giai đoạn mới sau gần 20 năm công tác ở Vân Nam. Tháng 5 năm 2013, ông được phân công làm Bí thư Thị ủy Tương Dương, địa phương quan trọng ở Tây Bắc tỉnh Hồ Bắc. Sau đó, tháng 6 cùng năm, ông được bầu vào Ban Thường vụ Tỉnh ủy, cấp phó tỉnh, bộ. Ông cũng kiêm nhiệm là Chủ nhiệm Ủy ban Thường vụ Nhân Đại Tương Dương, Bí thư thứ nhất phân khu Quân ủy Tương Dương, lãnh đạo toàn diện địa cấp thị Tương Dương cho đến năm 2016. Tháng 1 năm 2016, Vương Quân Chính được điều chuyển tới tỉnh Cát Lâm, vào Ban Thường vụ Tỉnh ủy Cát Lâm, được phân công làm Bí thư Thành ủy thủ phủ Trường Xuân của tỉnh Cát Lâm. Ông giữ cương vị này tròn ba năm từ 2016 đến 2019. Tháng 10 năm 2017, ông tham gia đại hội đại biểu toàn quốc, được bầu làm Ủy viên dự khuyết Ủy ban Trung ương Đảng Cộng sản Trung Quốc khóa XIX tại Đại hội Đảng Cộng sản Trung Quốc lần thứ 19.

### Tân Cương
Tháng 1 năm 2019, Bộ Tổ chức, Ban Bí thư Trung ương Đảng họp bàn và điều động Vương Quân Chính tới Tân Cương, vào Ban Thường ủy Đảng ủy Khu tự trị Duy Ngô Nhĩ Tân Cương. Vương Quân Chính bắt đầu sự nghiệp giai đoạn mới ở Tân Cương vùng Tây Bắc Trung Quốc, trở thành chính trị gia với sự nghiệp từng công tác ở Tây Nam Trung Quốc tại Vân Nam, miền Trung tại Hồ Bắc và Đông Bắc Trung Quốc tại Cát Lâm. Tháng 2 cùng năm, ông được phân công là Bí thư Ủy ban Chính trị và Pháp luật Khu ủy Tân Cương. Tháng 4 năm 2020, ông nhậm chức Phó Bí thư Khu ủy Tân Cương kiêm Bí thư Ủy ban Chính Pháp, và đồng thời được bổ nhiệm làm Bí thư Đảng ủy Binh đoàn Sản xuất và Kiến thiết Tân Cương. Sau đó, ông đồng thời là Chính ủy Binh đoàn, kiêm nhiệm Chủ tịch Tập đoàn Kiến thiết Tân Cương Trung Quốc, cấp chính tỉnh, bộ, lãnh đạo toàn diện đơn vị liên hợp của quân đội, chính quyền, chính trị và nhân dân ở Tân Cương.

### Tây Tạng
Tháng 10 năm 2021, Bộ Tổ chức, Ban Bí thư Trung ương Đảng tiếp tục họp bàn và điều động Vương Quân Chính tới Tây Tạng, vào Ban Thường vụ Khu ủy. Ngày 19 tháng 10, Hội nghị Đảng ủy Khu ủy Tây Tạng được triệu tập, công bố quyết định của Ủy ban Trung ương Đảng Cộng sản Trung Quốc khóa XIX, bổ nhiệm ông làm Bí thư Đảng ủy Khu tự trị Tây Tạng, kế nhiệm Ngô Anh Kiệt. Ngày 29 tháng 10, ông được miễn nhiệm các chức vụ ở Tân Cương như Bí thư Đảng ủy, Chính ủy Binh đoàn Xây dựng và Kiến thiết Tân Cương, tập trung vào nhiệm vụ lãnh đạo toàn diện Khu tự trị Tây Tạng. Cuối năm 2022, ông tham gia Đại hội Đảng Cộng sản Trung Quốc lần thứ XX từ đoàn đại biểuTâyy Tạng. Trong quá trình bầu cử tại đại hội, ông được bầu là Ủy viên Ủy ban Trung ương Đảng Cộng sản Trung Quốc khóa XX.

## Vấn đề quốc tế
Trong sự nghiệp của mình, Vương Quân Chính có hơn hai năm công tác ở Khu tự trị Duy Ngô Nhĩ Tân Cương, một khu vực nhận được nhiều sự quan tâm của các nước khác, cũng như cộng đồng quốc tế. Ở Tân Cương, ông đảm nhiệm vị trí trực tiếp lãnh đạo Binh đoàn Xây dựng và Kiến thiết Tân Cương, tiến hành các chính sách kiểm soát Tân Cương bằng lực lượng quân đội, phối hợp và phụ tá Bí thư Khu ủy Tân Cương Trần Toàn Quốc. Vương Quân Chính trở thành một nhân vật được quan tâm đối với vấn đề nhân quyền của người Duy Ngô Nhĩ ở Tân Cương. Ngày 22 tháng 3 năm 2021, Nghị viện châu Âu tuyên bố áp đặt các biện pháp mang tính trừng phạt đối với bốn chính trị gia Tân Cương gồm ông, khi đang là Bí thư Đảng ủy, Chính ủy Binh đoàn Tân Cương; nguyên Bí thư Ủy ban Chính Pháp Tân Cương Chu Hải Luân; Thường vụ Khu ủy Tân Cương Vương Minh Sơn; và Sảnh trưởng Sảnh Công an Tân Cương Trần Minh Quốc. Biện pháp trừng phạt này không đề cập tới lãnh đạo tối cao của Tân Cương là Trần Toàn Quốc, tuyên bố đóng băng tài sản (nếu có) và cấm di chuyển ở châu Âu đối với các chính trị gia này, bao gồm Vương Quân Chính.